# Mramorna sjekirica
Carnegiella strigata (mramorna sjekirica; Marbled hatchetfish), vrsta slatkovodne ribe iz tropskih krajeva. Pripada porodici Gasteropelecidae (sjekirice), red Characiformes. Živi u bazenu Amazone i u rijeci Caqueta u Kolumbiji. Maksimalna dužina joj je 3.5 centimetara. Živi u jatima i vole brzu vodu. 
Leđa su joj ravna, a trbuh ispupčen, kod ženki znatno više, nego kod mužjaka.